# Plerogyra sinuosa
Plerogyra sinuosa és una espècie d'antozou hexacoral·li de l'ordre Scleractinia. És un corall hermatípic, que secreta carbonat càlcic per formar un esquelet d'aragonita, contribuint al creixement dels esculls de corall. És una espècie comuna i àmpliament distribuïda en aigües tropicals de l'oceà Indo-Pacífic.
És un dels coralls més sol·licitats en aquariofília.

## Morfologia
Forma colònies massives o submassives, amb sèries llargues de calzes disposades en forma de meandre, i alguns calzes són monocèntrics. Les sèries de calzes no estan unides lateralment a les sèries adjacents, la qual cosa distingeix al gènere de l'emparentat i semblant Physogyra. Els septa són molt llargs, fins a 10 mm per sobre dels murs, separats entre si 5 mm, i els extrems en són suaus i els laterals corbs. Les valls tenen entre 15 i 25 mm d'ample, sense columnela.

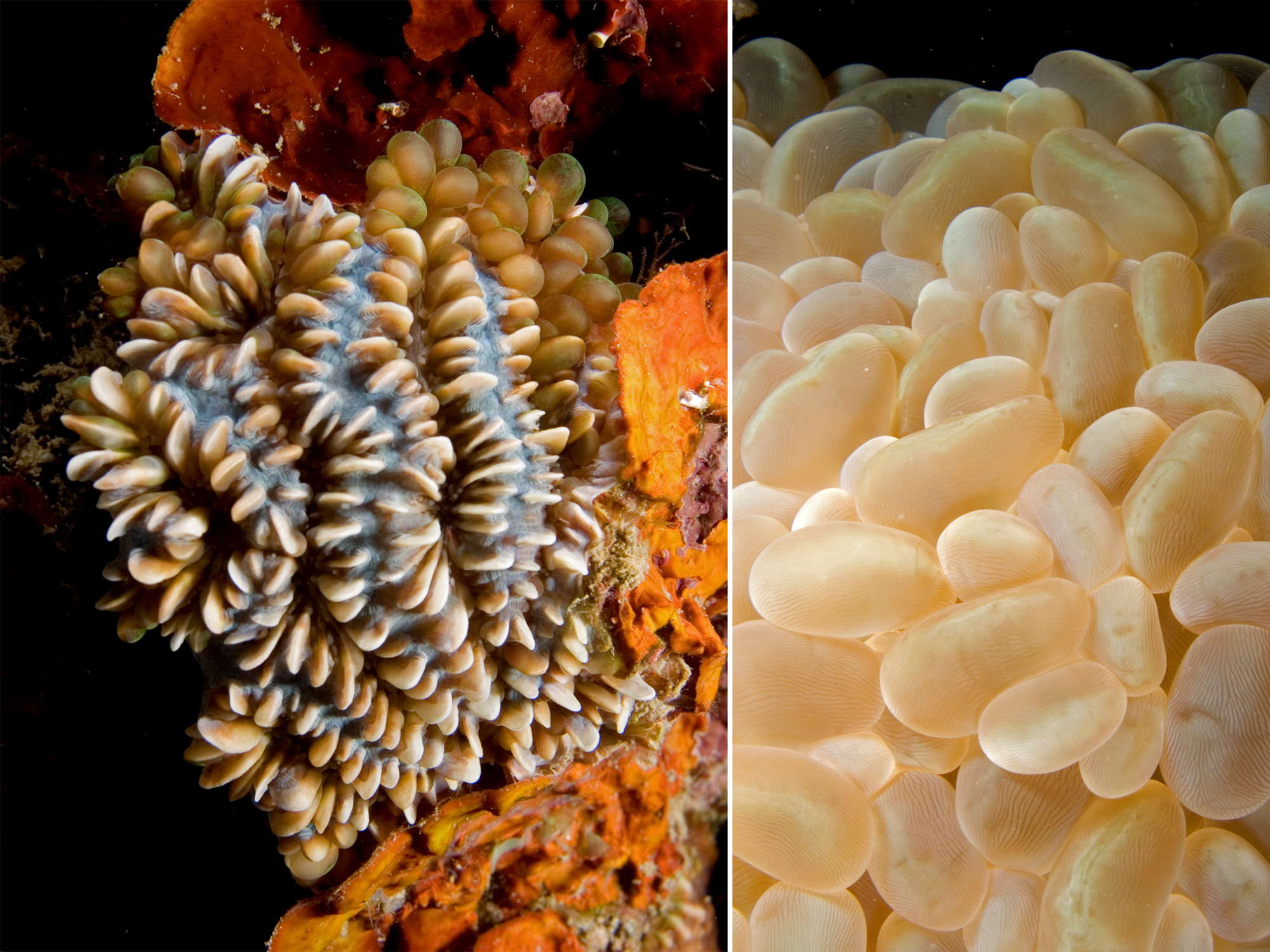
P. sinuosa amb vesícules retretes i expandides

Té l'esquelet lleuger. Les colònies en són grans i poden assolir alguns metres de diàmetre. De dia es cobreix el cos amb vesícules ovalades que recorden els gotims de raïm, d'1 a 2,5 cm. Les vesícules contenen zooxantel·les, cosa que contribueix a la seua alimentació. De nit retrau parcialment les vesícules i estén tentacles urticants, de 7 a 10 cm, per alimentar-se.
Té el color gris perla, crema, rosa o, a voltes, verd clar.

## Hàbitat i capteniment
Té un ampli rang d'hàbitats als esculls, tant en llacunes, com en àrees sorrenques o rocoses entre esculls interiors i exteriors. Sol trobar-se en coves protegides i esquerdes, on creix en cares verticals o sortints. Es troba en aigües tranquil·les i superficials, de vegades tèrboles i sense massa il·luminació.
Té un rang de 3 a 35 m de profundidad, tot i que també es troben entre 1 i 65 m. El seu interval de temperatura va de 25 °C a 28,95 °C.
Diverses espècies de gambes, com Thor amboinensis o Vir philippinensis, i diminuts crancs com Achaeus japonicus mantenen relacions de mutualisme amb les colònies de P. sinuosa.

## Galeria

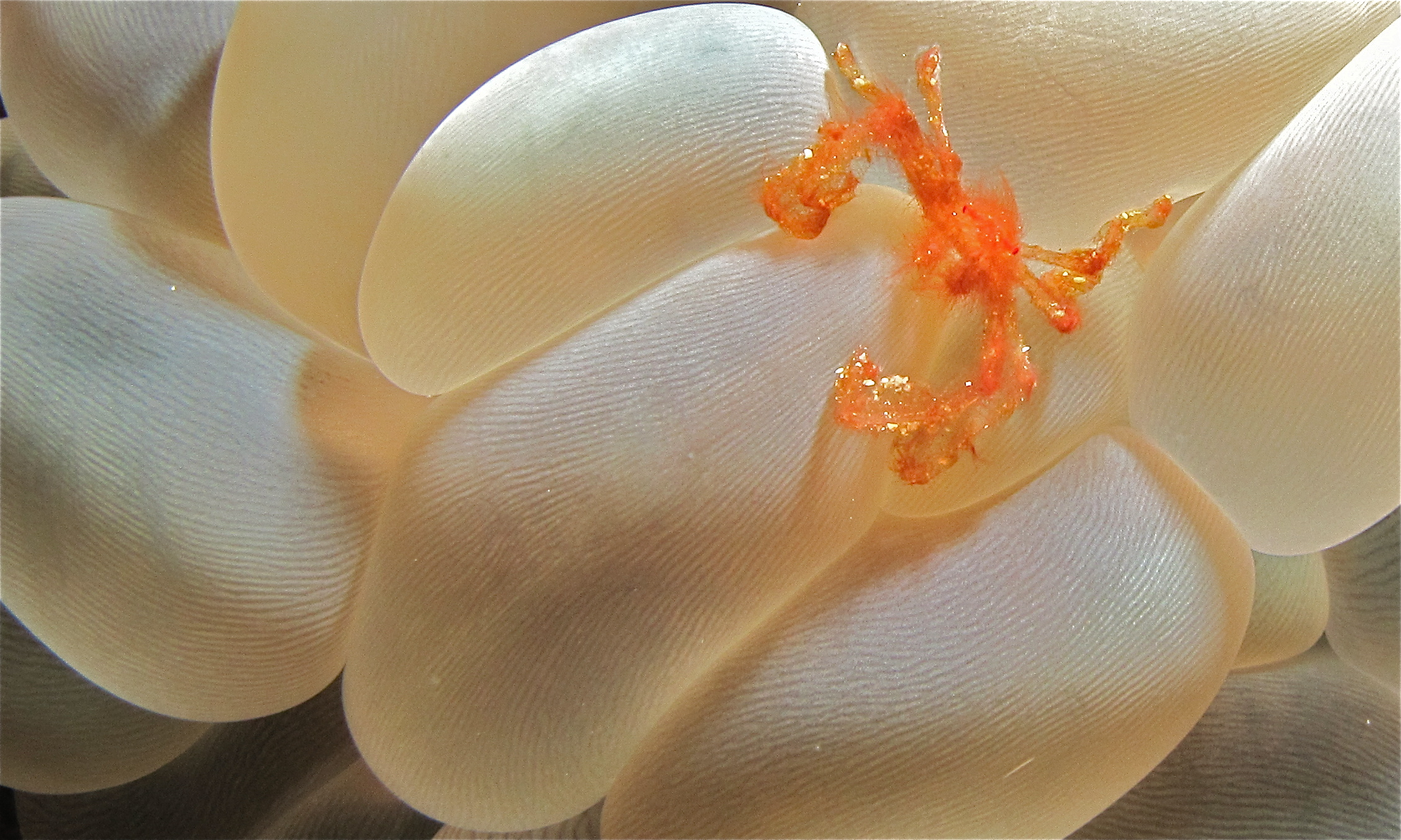
Cranc Achaeus japonicus en P. sinuosa
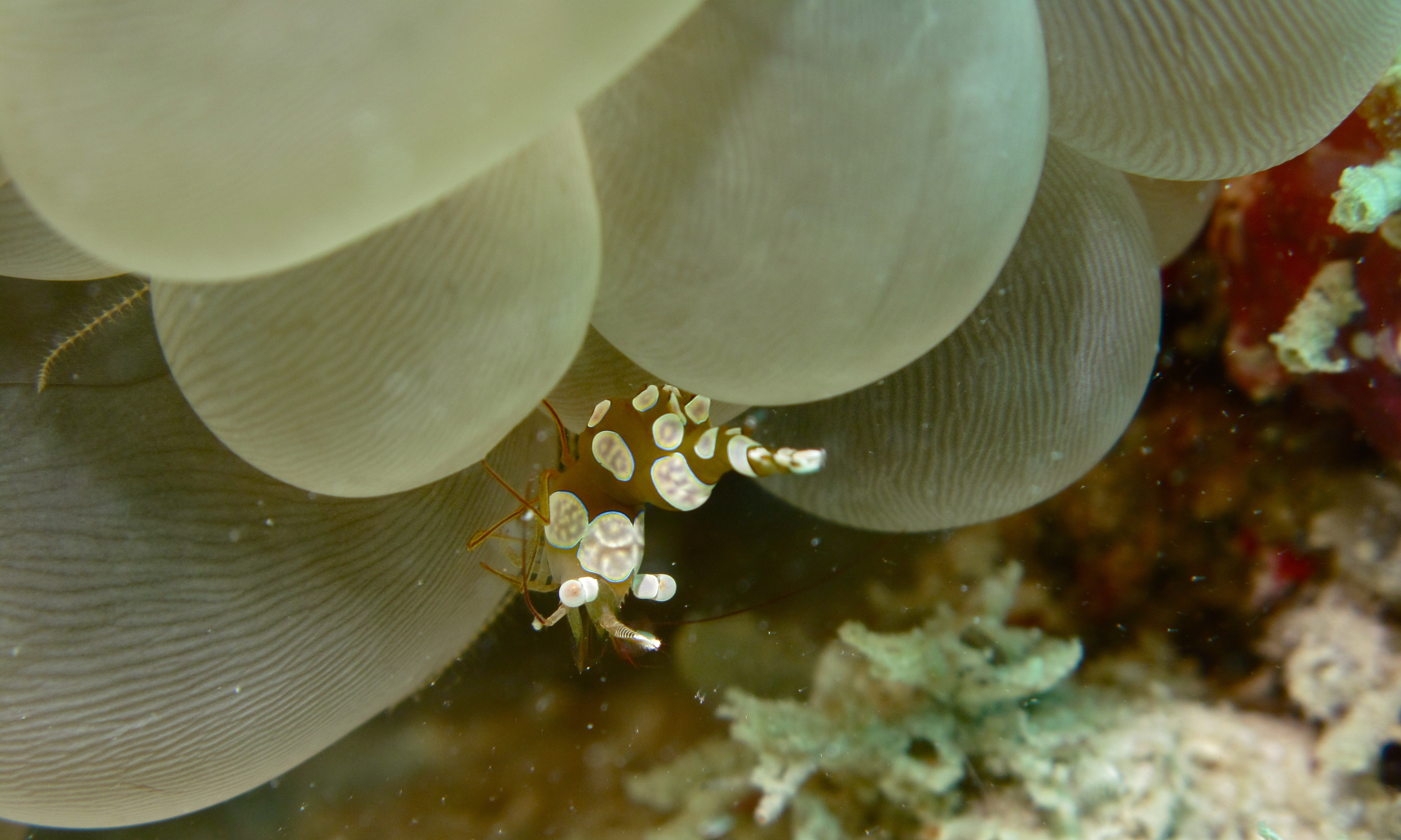
Gamba Thor amboinensis en P. sinuosa
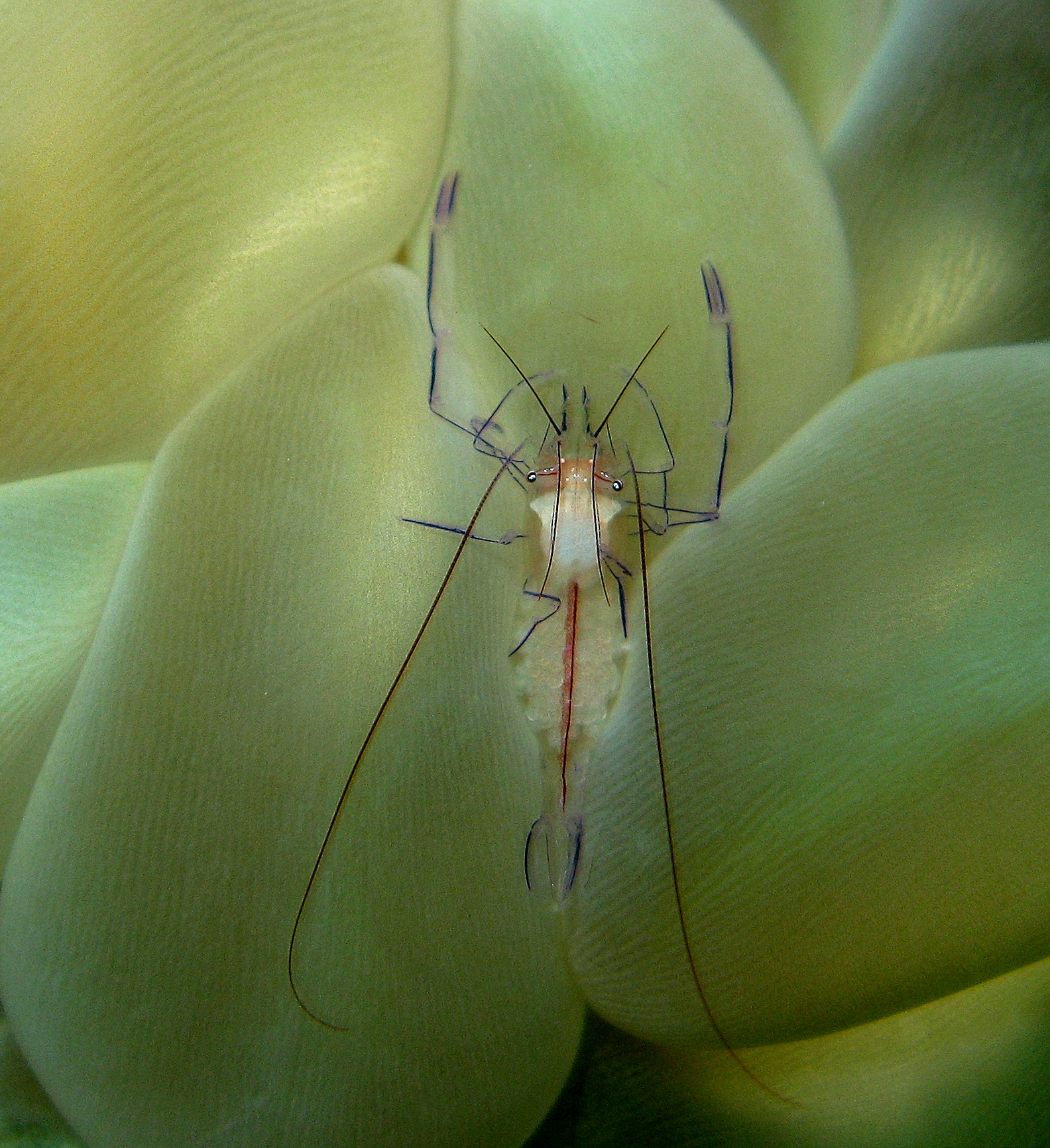
Gambeta Vir philippinensis en P. sinuosa
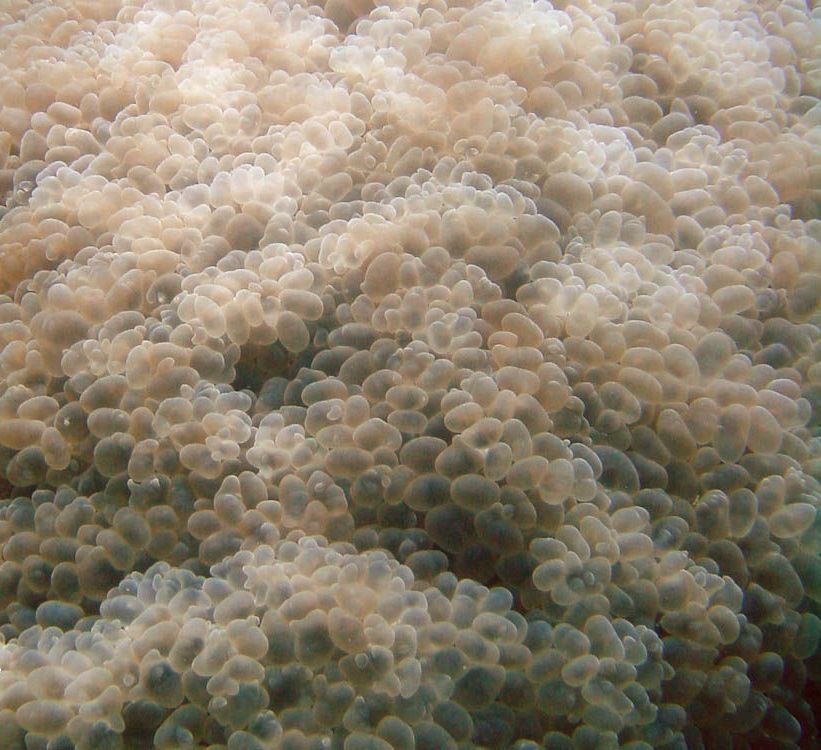
Gran colònia de P. sinuosa a Koh Phangan, Tailàndia
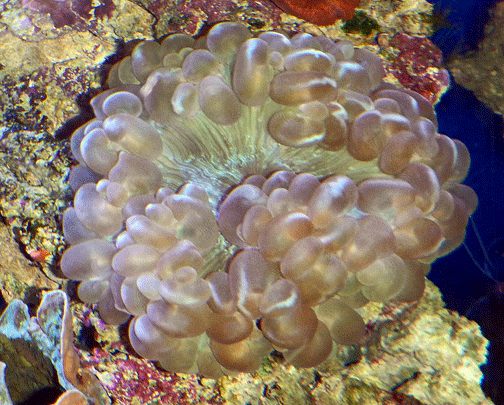
P. sinuosa a Samoa
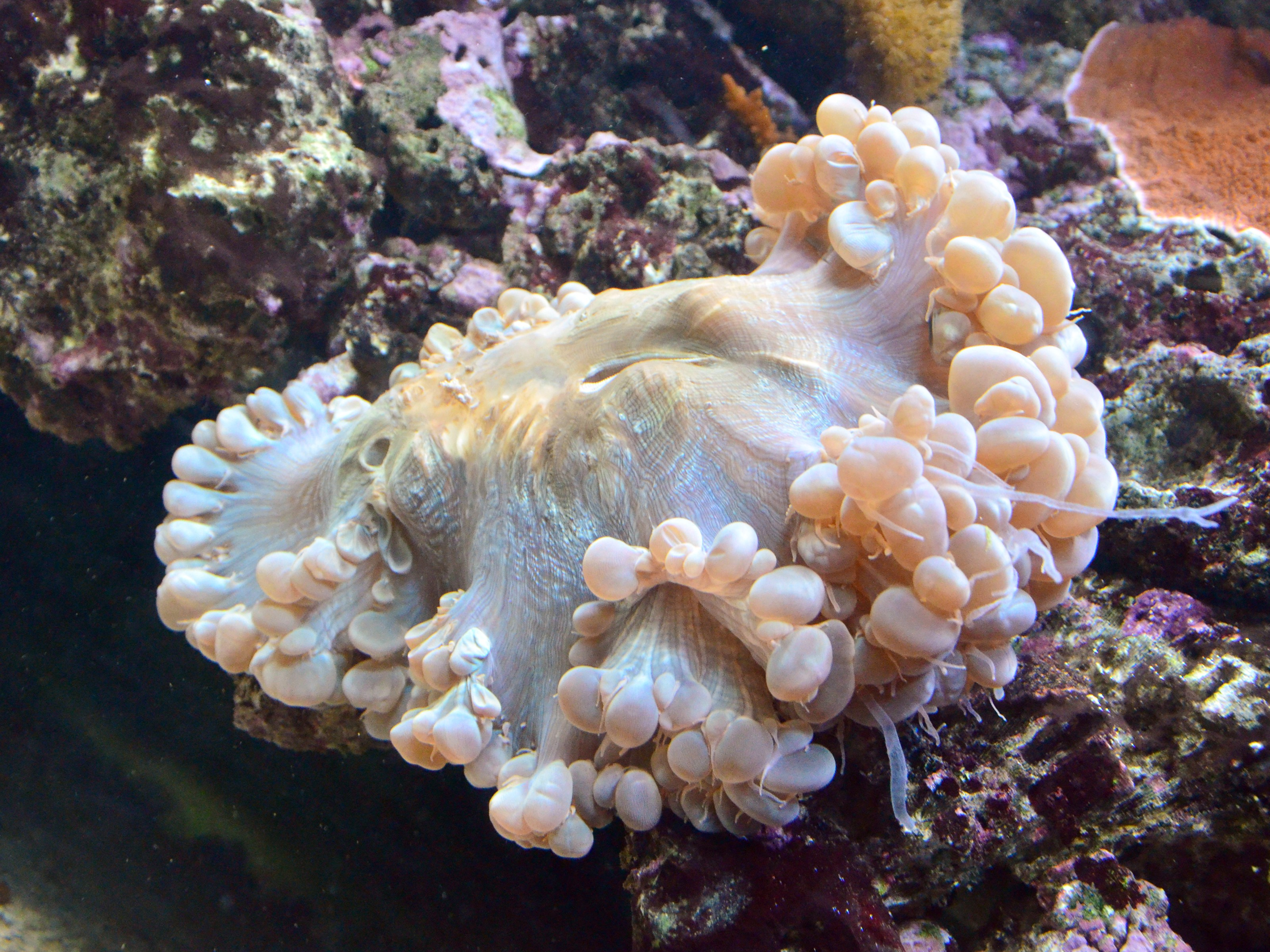
P. sinuosa amb alguns tentacles expandits, avall i dreta d'imatge
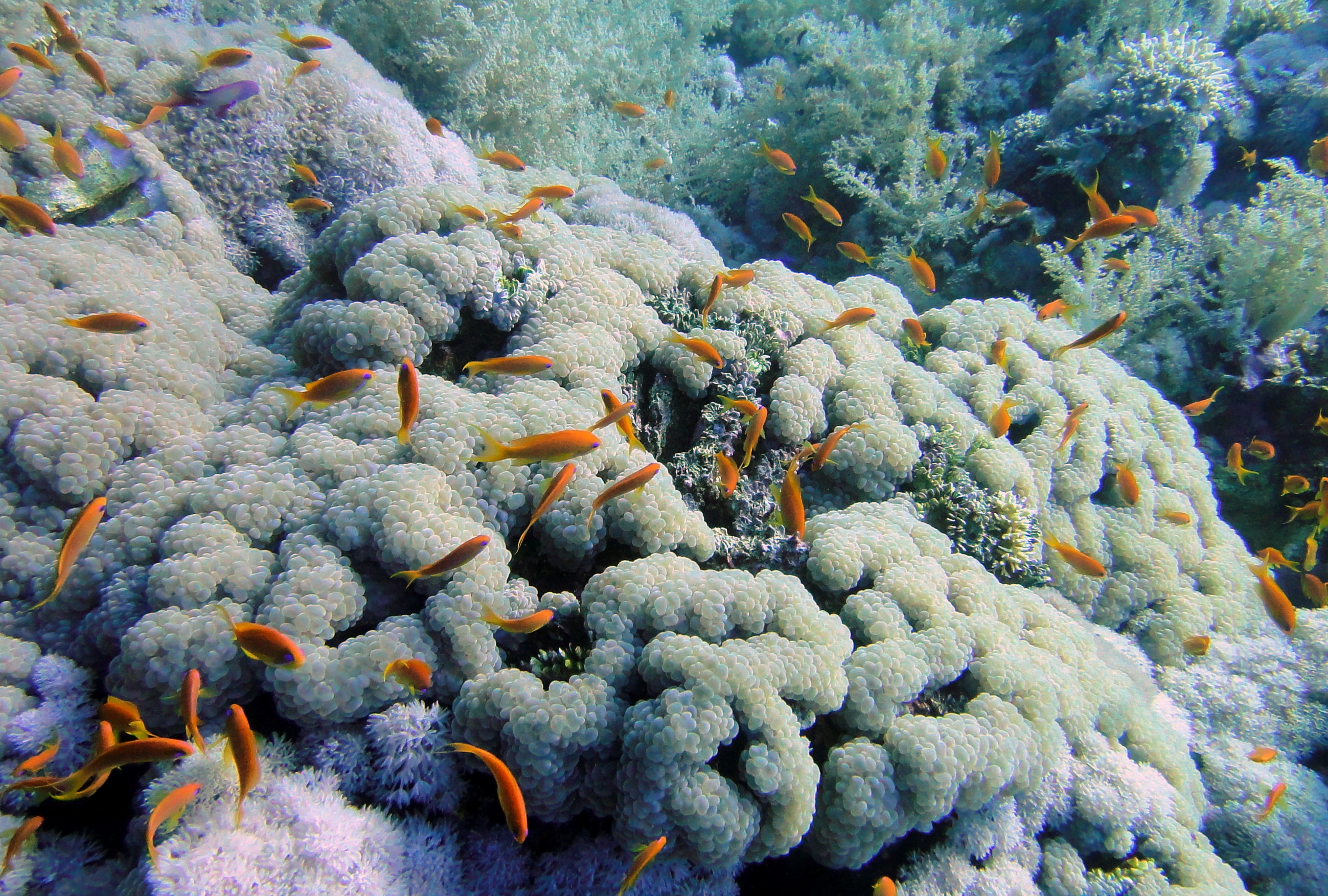
Pseudanthias squamipinnis sobre colònies de P. sinuosa, Sinaí del Sud, Egipte
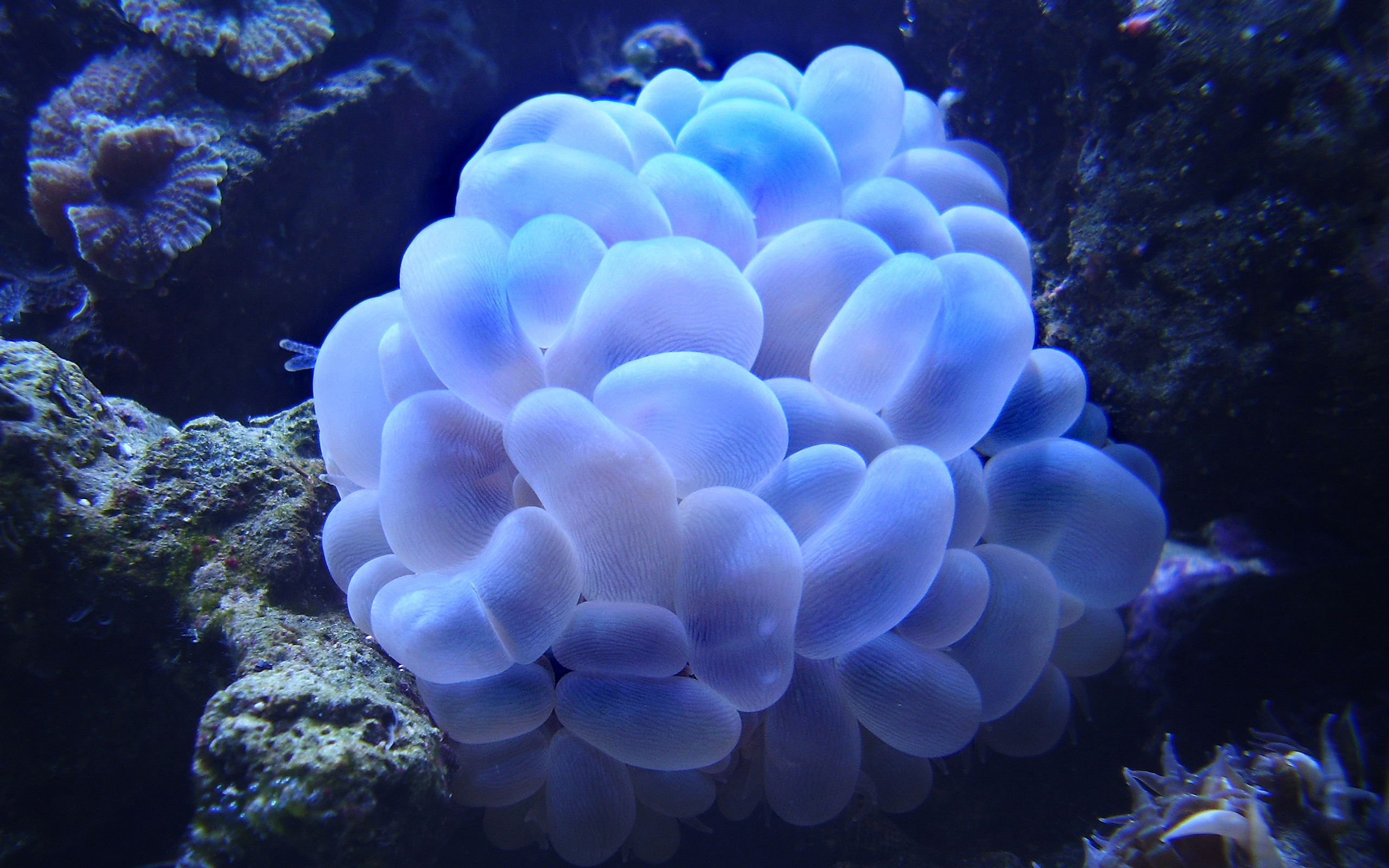
P. sinuosa en aquari sota llum actínica
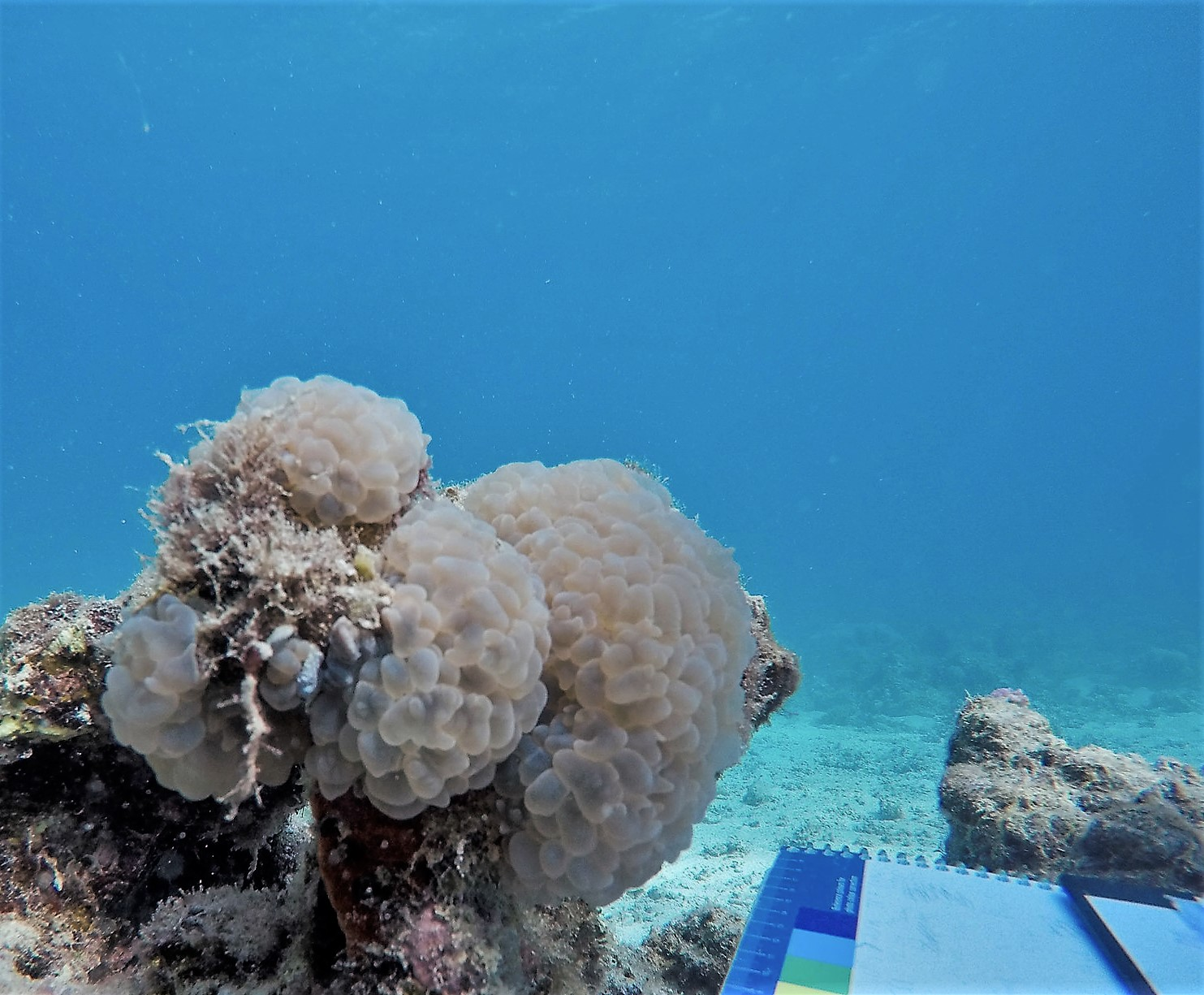
Plerogyra sinuosa, Makkah, Aràbia Saudita
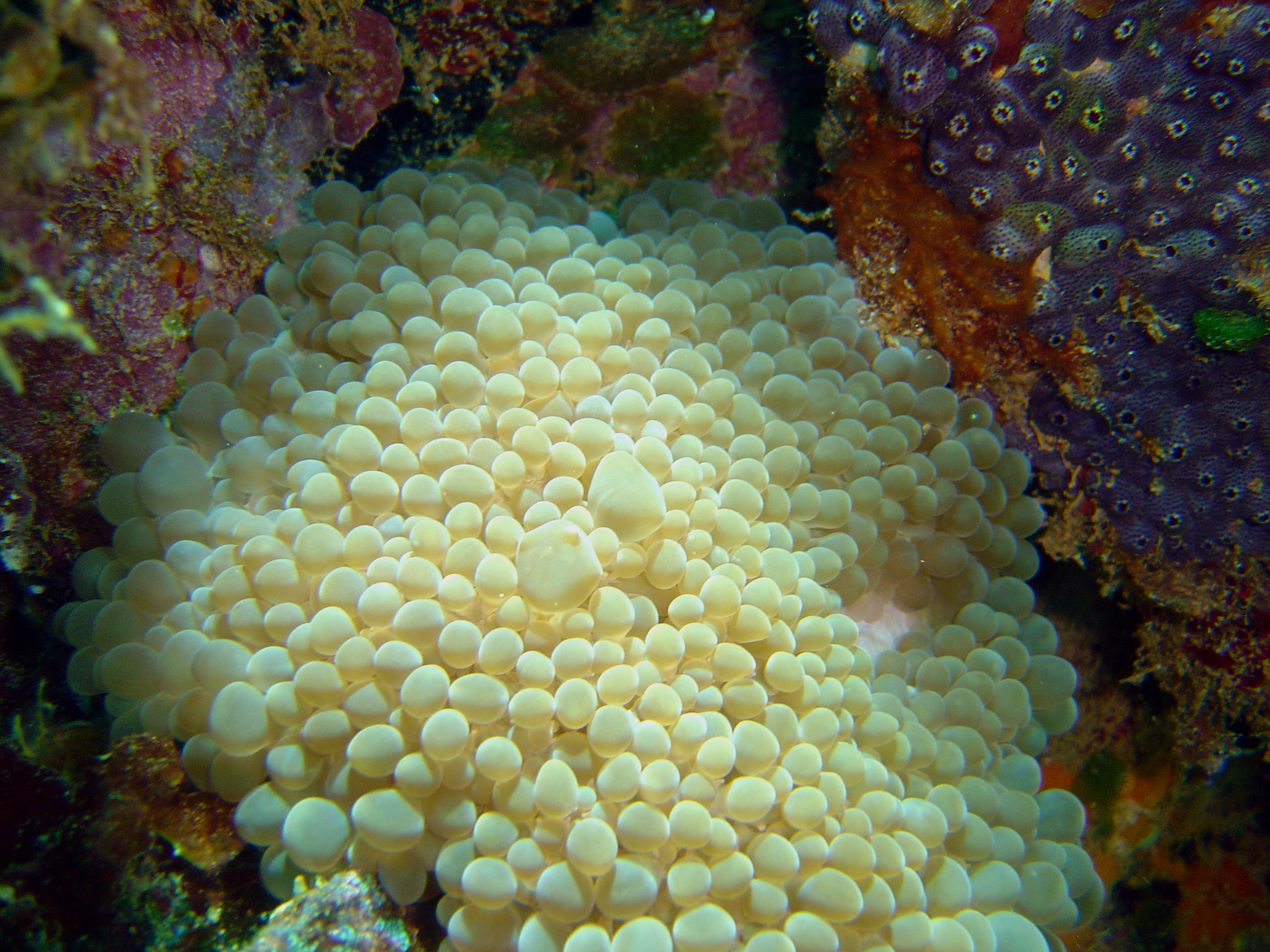
A Hino Maru, Chuuk, Micronèsia

## Distribució geogràfica
Es troba als oceans Índic i Pacífic, des de Moçambic i la mar Roja fins al sud del Japó, nord d'Austràlia i les illes Fiji.
És espècie nadiua d'Aràbia Saudita; Austràlia; Birmània; Cambodja; Comores; Illes Cook; Egipte; Eritrea; Filipines; Fiji; Guam; Índia; Indonèsia; Palestina-Israel; Japó; Jordània; Kenya; Kiribati; Madagascar; Malàisia; Maldives; illes Mariannes del Nord; illes Marshall; Maurici; Mayotte; Micronèsia; Moçambic; Nauru; Nova Caledònia; Niue; Palau; Papua Nova Guinea; Polinèsia francesa; Reunió; Samoa; Samoa americana; Seychelles; Singapur; illes Salomó; Somàlia; Sri Lanka; Sudan; Taiwan; Tanzània; Tailàndia; Tokelau; Tonga; Tuvalu; Vanuatu; Vietnam; Wallis i Futuna; Iemen i Djibouti.

## Alimentació

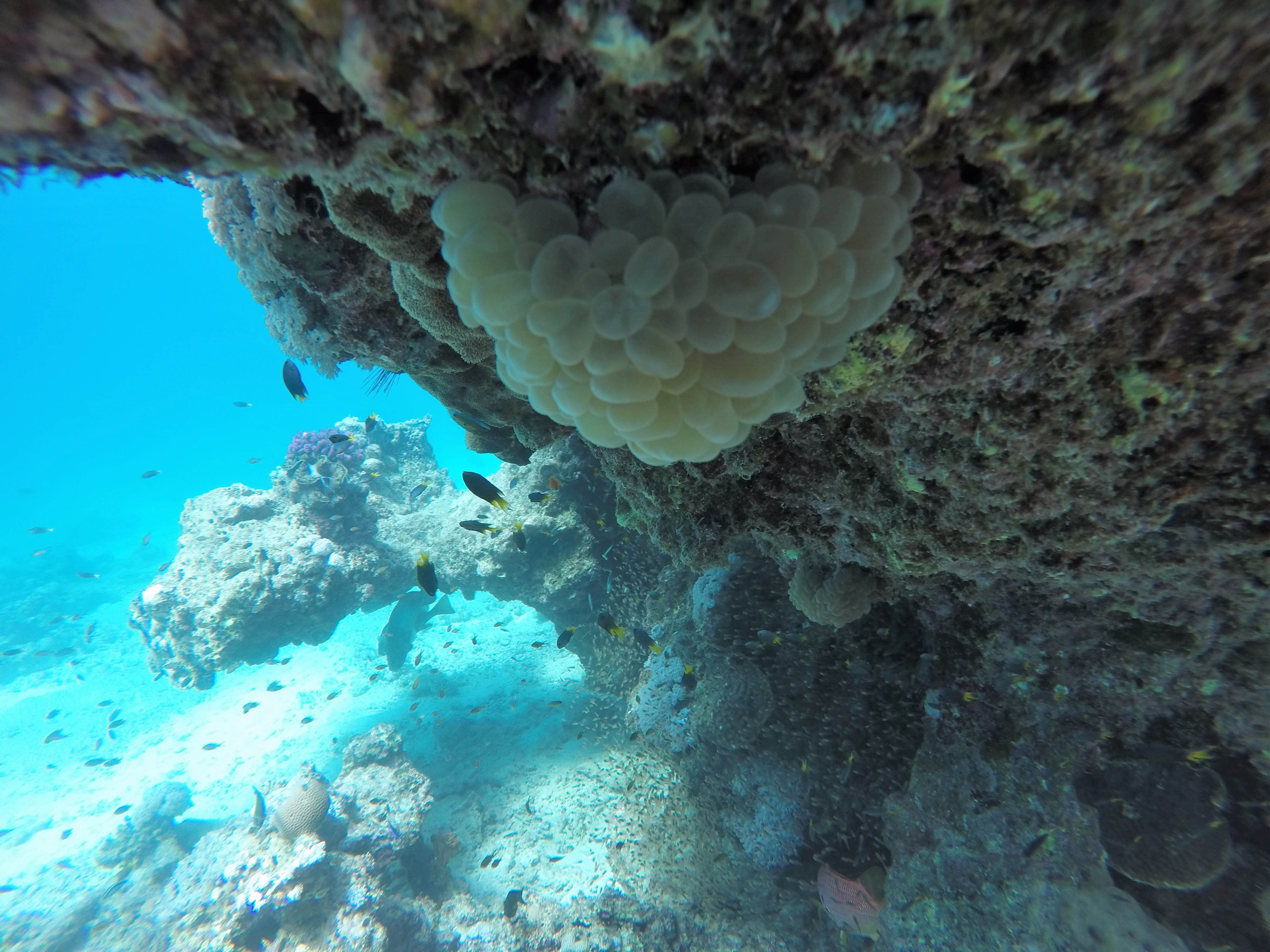
Plerogyra sinuosa, Thuwal, Aràbia Saudita, mar Roja

En la natura es nodreix principalment de plàncton, i de la fotosíntesi realitzada per les algues zooxantel·les que habiten el teixit dels seus pòlips. Les algues realitzen la fotosíntesi i produeixen oxigen i sucre, que són aprofitats pels coralls, i s'alimenten dels catabòlitsdel corall (especialment fòsfor i nitrogen). És el corall amb major densitat coneguda de zooxantel·les.

## Reproducció
Hi ha colònies de Plerogyra mascle i femella. Produeixen esperma i ous que es fertilitzen externament en l'aigua. La fresa massiva de les colònies ocorre a l'estiu, durant tres nits, depenent de la fase lunar. La grandària de la colònia no influeix en el nombre d'ous o esperma per pòlip, ni en la quantitat de testicles per pòlip.
Els ous una vegada a l'exterior, romanen a la deriva arrossegats pels corrents uns dies. A dins tenen agents bloquejants de radiació ultraviolada per protegir-los durant la fase planctònica.
Més tard es forma una larva plànula que, després de passejar per la columna d'aigua marina, en un percentatge de supervivència que oscil·la entre el 18 i el 25%, a causa de factors físics com el vent, l'onatge o la salinitat, i biològics com l'abundància de predadors, cau al fons, s'hi adhereix i comença la seua vida sèssil. Entre l'assentament i les larves acabades d'assentar la mortalitat és molt alta. Una vegada assentades, les larves es metamorfosegen en pòlip, secreten carbonat càlcic per formar un esquelet.
Posteriorment, formen la colònia amb divisió dels pòlips per gemmació.

## Conservació i amenaces

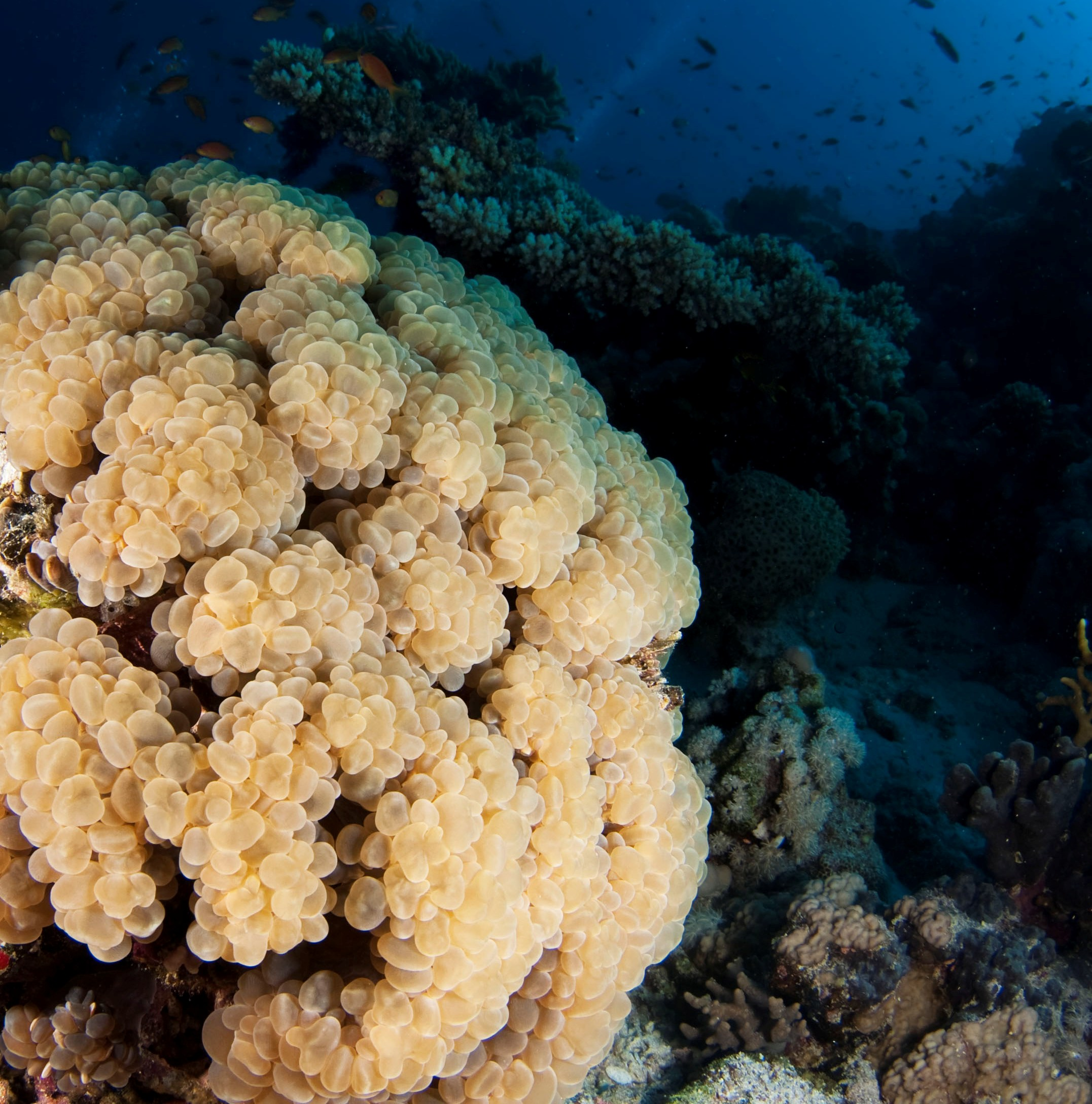

La Llista Vermella d'Espècies Amenaçades de la Unió Internacional per a la Conservació de la Natura qualifica aquesta espècie de quasi amenaçada, a partir d'una avaluació de 2008. El creixent augment de la temperatura del mar, però, està incrementant dramàticament la mort de coralls per blanqueig en tots els oceans, i les projeccions actuals dels experts auguren per a tot el segle xxi episodis anuals severs de blanqueig de coralls en el 99% dels esculls de tot el món. Al 2016 van morir si fa no fa el 35% dels coralls en 84 àrees de les seccionis nord i centre de la Gran Barrera de Corall australiana, a causa del blanqueig de corall produït per l'augment de la temperatura de la mar. També durant 2016, el principal escull del Japó, a l'arxipèlag d'Okinawa, sofrí una decoloració per blanqueig del 70% de la seua extensió, i l'escull més septentrional del món, situat enfront de l'illa japonesa de Tsushima, on les aigües temperades solen evitar episodis de blanqueig, ha estat afectat per primera vegada en el 30% de la seua extensió, segons afirma un estudi realitzat al desembre de 2016 per l'Institut Nacional d'Estudis Mediambientals del Japó.
P. sinuosa és un corall comú, però en les últimes dècades ha descendit notablement, i en determinades zones continua en declivi, a causa del blanqueig produït per l'escalfament global. I com s'ha comprovat que l'augment de la temperatura de la superfície marina suposa un increment directe de les malalties dels coralls, la previsió de la població global de l'espècie és incerta.
Les amenaces inclouen: malalties com el blanqueig; els danys de tempestes; la sobrepesca; el turisme sense control i l'activitat humana. Tots aquests factors han creat un efecte sinèrgic que disminueix en gran manera la supervivència i l'èxit reproductiu del corall. La recuperació natural dels coralls és un procés lent, i es dificulta perquè hi ha molts inhibidors que influeixen en la seua supervivència.
En general, la major amenaça per a la supervivència dels coralls és el canvi climàtic global, en particular l'augment de la temperatura de l'aigua, que provoca el blanqueig, incrementa la susceptibilitat a les malalties, la severitat del fenomen climàtic El Niño-oscil·lació del sud, i l'acidificació de l'oceà. D'altra banda, les malalties coral·lines han emergit com una seriosa amenaça per als esculls de corall a tot el món i una causa major per a la seua deterioració, perquè se n'han incrementat notablement en l'última dècada.
Les mesures recomanades per a la conservació d'aquesta espècie inclouen recerca en taxonomia, població, abundància i tendències, estat de l'ecologia i hàbitat, amenaces i resistència a les amenaces, acció de restauració; identificació, creació, gestió i expansió de les àrees protegides; gestió de la recuperació i de la malaltia, i paràsits i patògens. La propagació artificial i tècniques com la crioprotecció de gàmetes poden ser importants per a la conservació de la biodiversitat de coralls.
P. sinuosa està inclosa en l'Apèndix II de CITIS, la qual cosa significa que en els estats signataris d'aquest tractat se'n requereix un permís, tant per a la recol·lecció, com per al comerç. Als Estats Units està prohibida la recol·lecció de coralls per a finalitats comercials.